# بخش تندیل
بخش تندیل (به اسپانیایی: Partido de Tandil) یک منطقهٔ مسکونی در آرژانتین است که در استان بوئنوس آیرس واقع شده‌است. بخش تندیل ۴٬۹۳۵ کیلومتر مربع مساحت و ۱۰۸٬۱۰۹ نفر جمعیت دارد.